# Godwit-Gletscher
Der Godwit-Gletscher ist ein Gletscher im ostantarktischen Viktorialand. In den Asgard Range fließt er vom Mount Holm-Hansen in nordöstlicher Richtung zum Bartley-Gletscher.
Das New Zealand Geographic Board benannte ihn 1998 nach Zugvögeln aus der Gattung der Pfuhlschnepfen (lateinisch Limosa, englisch Godwit), die sich während der dortigen Sommermonate in Neuseeland aufhalten.